# Erycibe ramosii
Erycibe ramosii är en vindeväxtart som beskrevs av Hoogl. Erycibe ramosii ingår i släktet Erycibe och familjen vindeväxter. Inga underarter finns listade i Catalogue of Life.